# La Buisse
La Buissière là một xã thuộc tỉnh Isère, vùng Rhône-Alpes đông nam nước Pháp. Xã này nằm ở khu vực có độ cao từ 242-420 mét trên mực nước biển.